# Cynoglossus bilineatus
Cynoglossus bilineatus es una especie de pez de la familia Cynoglossidae en el orden de los Pleuronectiformes.

## Distribución geográfica
Se encuentran en el Golfo Pérsico, en la costa oeste de la India y en  Sri Lanka, Indonesia, Filipinas, Japón y al este y al norte de Australia.